# Долгополова, Любовь Осиповна
Любовь Осиповна Долгополова — советский литовский хозяйственный деятель, Герой Социалистического Труда.

## Биография
Родилась в 1931 году в Черногузове. Член КПСС с 1953 года.
В 1947—1991 — рабочая, бригадир рабочих, мастер цеха Вильнюсской кондитерской фабрики «Пяргале» Министерства пищевой промышленности Литовской ССР.
Указом Президиума Верховного Совета СССР от 21 июля 1966 года присвоено звание Героя Социалистического Труда с вручением ордена Ленина и золотой медали «Серп и Молот».
Депутат Верховного Совета Литовской ССР 7-го созыва.
Заслуженный работник пищевой промышленности Литовской ССР (1982).
Умерла в 1991 году в Вильнюсе.

## Награды и звания
- Герой Социалистического Труда (21.07.1966)
- Орден Ленина (21.07.1966)